# William C. Owens

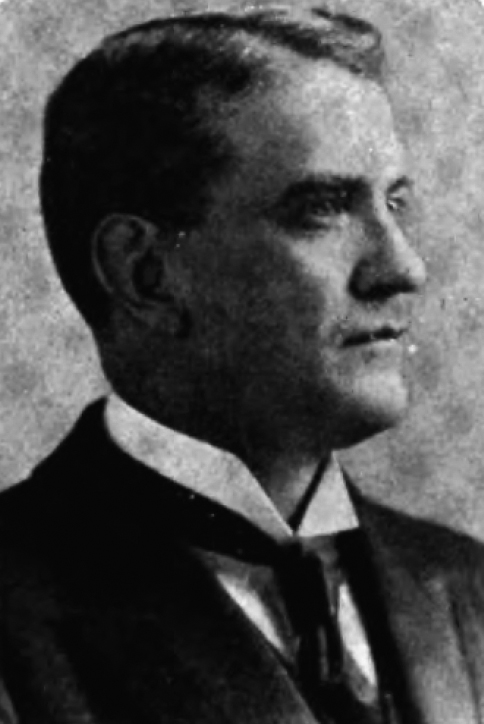
William C. Owens

William Claiborne Owens (* 17. Oktober 1849 bei Georgetown, Kentucky; † 18. November 1925 in Louisville, Kentucky) war ein US-amerikanischer Politiker. Zwischen 1895 und 1897 vertrat er den Bundesstaat Kentucky im US-Repräsentantenhaus.

## Werdegang
William Owens besuchte die öffentlichen Schulen seiner Heimat und das Kentucky Wesleyan College in Millersburg. Daran schloss sich ein Studium an der Transylvania University in Lexington an. Nach einem anschließenden Jurastudium an der Columbia University in New York City und seiner 1872 erfolgten Zulassung als Rechtsanwalt begann er in Georgetown in diesem Beruf zu arbeiten. Zwischen 1874 und 1877 war Owens auch Staatsanwalt im Scott County. Gleichzeitig schlug er als Mitglied der Demokratischen Partei eine politische Laufbahn ein. Von 1877 bis 1887 war er Abgeordneter im Repräsentantenhaus von Kentucky. In den Jahren 1882 und 1883 fungierte er als dessen Speaker. Im Jahr 1892 war er Delegierter zur Democratic National Convention in Chicago, auf der Ex-Präsident Grover Cleveland noch einmal als Präsidentschaftskandidat der Partei nominiert wurde.
Bei den Kongresswahlen des Jahres 1894 wurde Owens im siebten Wahlbezirk von Kentucky in das US-Repräsentantenhaus in Washington, D.C. gewählt, wo er am 4. März 1895 die Nachfolge von William Campbell Preston Breckinridge antrat. Da er im Jahr 1896 auf eine erneute Kandidatur verzichtete, konnte er bis zum 3. März 1897 nur eine Legislaturperiode im Kongress absolvieren. Im Jahr 1896 wechselte Owens zur Republikanischen Partei.  Während des Spanisch-Amerikanischen Krieges war er Major in einer Freiwilligeneinheit aus Kentucky. Im Jahr 1900 zog er nach Louisville, wo er wieder als Anwalt praktizierte. Dort ist er am 18. November 1925 auch verstorben. Er wurde in Georgetown beigesetzt.